# Même les assassins tremblent
Pour plus de détails, voir Fiche technique et Distribution.
Même les assassins tremblent (Split Second) est un film américain réalisé par Dick Powell, sorti le 2 mai 1953.

## Synopsis
Deux criminels, Sam Hurley et Bart Moore se sont évadés d'une prison du Nevada avec la complicité d'un troisième homme, Dummy, un tueur. Alors que l'armée américaine démarre les essais d'une bombe nucléaire et que la zone a été complètement désertée, les trois hommes prennent en otage deux couples, l'un composé d'un journaliste Larry Fleming et d'une danseuse Dottie Vale et un autre composé de Arthur Ashton, un courtier en assurances et de Kay Garven, une riche divorcée. Moore qui est blessé à l'estomac doit recevoir des soins au plus vite. Aussi le groupe se cache dans une ville abandonnée non loin des essais. Hurley appelle le mari de Kay qui est médecin. En échange de ses services, il relâchera sa femme, dans le cas contraire, il la tuera. Mais la bombe doit exploser le lendemain à 6 h 00 du matin.

## Fiche technique
- Titre original : Split Second
- Titre français : Même les assassins tremblent
- Il semblerait que le film ait été appelé également  'L'ultime seconde' probablement en Belgique (une affiche existe)
- Réalisateur : Dick Powell
- Scénaristes : William Bowers, Irving Wallace d'après une histoire de Chester Erskine et Irving Wallace
- Producteur : Edmund Grainger
- musique : Roy Webb
- Photographie : Nicholas Musuraca
- Montage : Robert Ford
- Direction artistique : Albert S. D'Agostino et Jack Okey
- Effets spéciaux de maquillage : Mel Berns
- Effets spéciaux visuels : Harold E. Wellman
- Création des costumes : Michael Woulfe
- Compagnie de production : RKO Radio Pictures
- Compagnie de distribution : RKO Radio Pictures
- Pays d'origine : États-Unis
- Langue : Anglais Mono
- Format : 35 mm
- Image : Noir et blanc
- Ratio : 1,37:1
- Genre : thriller
- Durée : 85 minutes
- Dates de sortie :
- États-Unis : 2 mai 1953
- France : 9 octobre 1953

## Distribution
- Stephen McNally : Sam Hurley
- Alexis Smith : Kay Garven
- Jan Sterling : Dottie Vale
- Keith Andes : Larry Fleming
- Arthur Hunnicutt : Asa Tremaine
- Paul Kelly : Bart Moore
- Robert Paige : Arthur Ashton
- Richard Egan : Docteur Neal Garven
- Frank DeKova : Dummy

Acteurs non crédités
- William Forrest : Colonel Wright
- Nestor Paiva : Pete

## DVD
Le film a fait l'objet d'une édition vidéo en France.
- Même les assassins tremblent (DVD Thinpak) sorti le 16 septembre 2008 aux Éditions Montparnasse. Le ratio image est en 1.33:1 plein écran 4:3 en version anglaise mono stéréo avec des sous-titres français. En supplément une présentation de Serge Bromberg. Il s'agit d'une édition Zone 2 Pal [1].